# The Imperial March (Darth Vader’s Theme)
«The Imperial March (Darth Vader's Theme)» (с англ. — «Имперский марш (Тема Дарта Вейдера)») — музыкальная тема, представленная во франшизе «Звёздные войны». Она была написана Джоном Уильямсом для фильма «Звёздные войны. Эпизод V: Империя наносит ответный удар». Вместе с «Yoda's Theme» (с англ. — «тема Йоды») премьера «The Imperial March» состоялась 29 апреля 1980 года, за три недели до открытия фильма, по случаю первого концерта Джона Уильямса в качестве официального дирижёра Boston Pops Orchestra. Одна из самых известных тем симфонического кино, это пример лейтмотива, повторяющейся темы, связанной с персонажами или событиями в драме. Написана в тональности соль минор.

## Внутри вселенной
Музыка «Имперского марша» является государственным гимном Галактической Империи под названием «Слава Империи».

## Исполнение в «Звёздных войнах»
«The Imperial March» (с англ. — «Имперский марш») иногда называют просто «Darth Vader's Theme» (с англ. — «тема Дарта Вейдера»). В фильмах (кроме «Новой надежды») марш часто играет, когда появляется Дарт Вейдер. Она также играется во время прибытия Палпатина на Звезду Смерти в «Возвращении джедая», хотя она переходит в собственную тему императора, когда он появляется.

### Оригинальная трилогия
«Имперский марш» впервые прозвучал в «Империи наносит ответный удар» на низких пикколо, когда Галактическая империя отправляет зондирующих дроидов через галактику в поисках Люка Скайуокера. Её главное открытие происходит, когда Звёздные разрушители собираются, и Дарт Вейдер впервые представлен в фильме, через 19 минут после начала фильма. Тема и связанные с ней мотивы также включены в треки, такие как «The Battle of Hoth» и «The Asteroid Field». «Возвращение джедая» использует аналогичную тему, хотя её окончательное утверждение существенно отличается, поэтому тихо использует арфу, когда искупленный Энакин Скайуокер умирает на руках своего сына.

### Трилогия приквелов
«Имперский марш» несколько раз появляется в трилогии приквелов, чаще всего используемый, чтобы предвещать будущее Энакина Скайуокера как Дарта Вейдера. Невинная тема для девятилетнего Энакина в «Скрытой угрозе» тематически основана на «Имперском марше». «Имперский марш» также звучит ближе к концу, поскольку Йода признаёт Энакина учеником Оби-Вана, говоря: «Избран он, возможно, но меж тем, обучение его нам многие опасности сулит». Её также тихо слышно в конце финальных титров, где он исчезает в известном дыхании персонажа, показывая, что остальная часть трилогии приквелов покажет, как Энакин стал Дартом Вейдером. Во втором приквеле, «Атака клонов», «Имперский марш» иногда играет тонко, когда событие предвещает будущее Энакина: сначала она играет, когда Йода чувствует, как Энакин убивает племя таскенских рейдеров, чтобы отомстить за смерть своей матери, а потом с большей силой, когда Энакин говорит Падме Амидале, что он сделал. Она играется наиболее заметно и узнаваемо во время финальной последовательности, когда солдаты-клоны собираются и покидают Корусант, предвещая, что они станут Имперскими штурмовиками. Хотя тема «Across the Stars» фигурирует наиболее заметно в финальных титрах фильма, под ним в конце звучат несколько заметок из «Имперского марша».
В «Мести Ситхов» «Имперский марш» впервые исполняется, когда Энакин упрекает Совет джедаев в том, что тот отказал ему в звании Мастера-джедая, хотя назначает его в Совет. Трек также можно услышать, когда Энакин рассказывает Мейсу Винду об истинной личности Палпатина. Позже её играют, когда Энакина называют Дартом Вейдером, вскоре после смерти Мейса Винду. «Имперский марш» цитируется, когда солдаты-клоны находят мёртвых Вуки на Кашиике и когда Падме противостоит Энакину на Мустафаре. Несколько нот «Марша» звучат, когда Вейдер прибывает на Мустафар, чтобы убить сепаратистов. Часть разыгрывается более чётко во время сцены «Battle of the Heroes» между Оби-Ваном и Дартом Вейдером в кульминационный момент фильма и одновременно в битве между Йодой и Палпатином. Также играется, когда Дарт Вейдер получает свою броню и когда он смотрит на первую Звезду Смерти.

### Трилогия сиквелов
В «Пробуждении Силы» два такта из медного мотива «Имперского Марша» исполняются после того, как антагонист Кайло Рен сжимает обугленные остатки шлема Дарта Вейдера, обещая, наконец, добиться успеха там, где Галактическая Империя не смогла. В «Последних джедаях» этот трек был кратко сыгран после того, как Верховный лидер Сноук сравнил антагониста Кайло Рена с Дартом Вейдером, заявив, что видит потенциал «Нового Вейдера». В «Скайуокер. Восход» этот трек присутствует в сценах, где показана маска Дарта Вейдера и когда Рей ищет Компас Ситхов в обломках Звезды Смерти.

### Антология «Звёздных войн»
Трейлеры к «Изгою-один. Звёздные войны: Истории» показали трек заметно; первые ноты «Имперского марша» можно услышать в конце трейлера, когда буквы поворачиваются, чтобы показать название предстоящего фильма. До этого слышно дыхание Дарта Вейдера, а его внешний вид рассматривается как отражение на полу. В самом фильме, с музыкой Майкла Джаккино, эту тему можно услышать, когда Вейдер выходит из своего святилища, чтобы посоветоваться с Орсоном Кренником, и снова после того, как Вейдер предупреждает Кренника о превышении его границ. Эту тему можно услышать ещё раз, когда Вейдер нападает на повстанцев, пойманных в ловушку в коридоре. В конце, тема сразу услышана, когда Вейдер стал свидетелем того, как Тантив IV улетел в гиперпространство.
Этот трек появляется в начале «Хан Соло. Звёздные войны: Истории» в виде диегетической музыки на космодроме Кореллия в рамках рекламного ролика, побуждающего зрителей присоединиться к Имперскому флоту и побуждающего Хана Соло присоединиться в качестве своего билета с планеты. Это краткое появление знаменует собой первое и пока единственное появление «Имперского марша» внутри вселенной в театральном фильме «Звёздных войн».

### Звёздные войны: Войны клонов
«Имперский марш» имеет влияние в короткие, но тёмные моменты, вращающиеся вокруг Энакина. Например, в эпизоде 62 «Спасение из „Цитадели“» Энакин и капитан Уилхафф Таркин во время побега упоминают о своих хороших отношениях с Верховным канцлером Палпатином. Энакин пожимает руку Таркину в конце эпизода, в то время как Таркин говорит, что он проинформирует канцлера о хорошей работе Энакина. Во время этого рукопожатия в музыке звучит намёк на «Имперский марш». Другие эпизоды, которые показывают тему включают «Мозговые захватчики» (когда Энакин душит Поггля), «Рейс искушений» (когда Энакин убивает Тала Меррика), «Повелители Силы» (много раз), «Призраки Мортиса» (много раз), «Похищенные» (когда Оби-Ван разговаривает с Энакином, а затем с Асокой), «Обман» (много раз) и «Друзья и враги» (много раз), «Кризис на Набу» (когда Энакин спорит с Оби-Ваном), «Беззаконие» (во время сцен Дарта Сидиуса), и «Джедай, который слишком много знал» (много раз). Тема используется заметно во время шестого сезона.

### Звёздные войны: Повстанцы
В «Дне Империи» название эпизода относящегося к юбилею Империи, «Имперский гимн» аранжировка «Имперского марша», слышен во время парада. Марш также слышен в «Призыве к действиям», когда гранд-мофф Таркин прибывает на Лотал, в финальной сцене «Огонь распространяется», когда Дарт Вейдер прибывает на Лотал, и в нескольких сценах в «Осада Лотала».

## Исполнение вне «Звёздных войн»
- В январе 2003 года во время Супербоула XXXVII компания ABC Sports[англ.] использовала «Имперский марш» в качестве лейтмотива для Окленд Рэйдерс[6].
- В 2012 году Volkswagen выпустил рекламный ролик для Супербоула XLVI, в котором несколько собак лают на мелодию «Имперского марша»[7].
- Незадолго до референдума о независимости Шотландии активист компании, выступающей за независимость Шотландии[англ.], поехал на рикше вместе с группой политиков, выступающих против независимости, которые ехали на поезде из Лондона в Глазго для широко разрекламированного визита, когда они проходили через центр города, играя Имперский марш и объявляя жителям Глазго: «Ваши Имперские Повелители прибыли. Поклонитесь перед вашими Имперскими Повелителями!»[8][9][10] (англ. "Your Imperial Masters have arrived. Bow down before your Imperial Masters!").